# Зюсс, Ганс Эдуард
Ганс Эдуард Зюсс (нем. Hans Eduard Suess (альтернативное написание фамилии — Sueß); 16 декабря 1909, Вена, Австрия — 20 сентября 1993, Сан-Диего, Калифорния, США) — учёный, специализировавшийся по физической химии, ядерной физике, геохимии, космохимии и радиохимии; принимал участие в Немецкой ядерной программе.   

## Биография

### До иммиграции в США
Ганс Эдуард Зюсс родился 16 декабря 1909 года в городе Вене, Австрия. Он был сыном Франца Эдуарда Зюсса, бывшего профессора геологии Венского университета, и Ольги Френцль Зюсс (англ. Franz Eduard Suess и Olga Frenzl Suess), а также внуком Эдуарда Зюсса.
В Венском университете Зюсс изучал физику и химию, где в 1935 году получил степень доктора философии по химии. После, в 1937 году Зюсс принял должность в Институте физической химии Гамбургского университета, где 1 марта 1940 года был назначен научным ассистентом (в этом же году он хабилитировался по специальности «Физическая химия» в Гамбурге, Германия), в качестве которого проводил эксперименты по техническому производству дейтерия, а 20 января 1948 года — адъюнкт-профессором.
Во время Второй мировой войны Зюсс принимал участие в Немецкой ядерной программе, а именно входил в группу немецких учёных, которым было поручено исследовать возможности использования ядерной энергии; был научным консультантом Веморка, тогдашнего завода по производству тяжёлой воды. В эти же годы он заинтересовался теориями происхождения элементов, а в 1948—1949 годах работал с Хансом Йенсеном над моделью ядерной оболочки, с которым также был соавтором статьи об этой модели под названием «О „магических числах“ в структуре ядра» (англ. On the "Magic Numbers" in Nuclear Structure).
В 1949 году Зюсс получил приглашение от профессора Харрисона Брауна посетить Институт ядерных исследований Чикагского университета (теперь «Институт Энрико Ферми») в качестве научного сотрудника.

### Иммиграция и деятельность в США
В 1950 году Зюсс иммигрировал в США и провёл 18 месяцев в Чикаго, проводя исследования в лаборатории Гарольда Юри, а также являясь его ассистентом по 1951 год. После он работал физико-химиком в Геологической службе США с 1951 по 1955 год; в этом же году принял предложение Роджера Ревелла присоединиться к Институту океанографии Скриппса (1955—1958). В 1956 году Зюсс основал Радиоуглеродную лабораторию в Ла-Холье, использовавшую инновационные измерения углерода-14.
Зюсс был одним из первых четырёх профессоров, назначенных на факультет Калифорнийского университета в Сан-Диего с момента его основания, в котором работал профессором геохимии с 1958 по 1977 год. Его курсы включали космохимию и радиохимию. Исследования Зюсса были сосредоточены на распределении углерода-14 и трития в океанах, содержании элементов и других проблемах космохимии. А в 1977 году Зюсс был назван почётным профессором Калифорнийского университета. Находясь в Калифорнийском университете в Сан-Диего, он также выступал в качестве консультанта Международного агентства по атомной энергии в Вене.
Среди его достижений в качестве учёного-экспериментатора он отвечал за разработку и улучшение радиоуглеродного датирования. Кроме того, он внёс свой вклад в решение проблем, касающихся происхождения и синтеза элементов, а также эволюции Солнечной системы. Одним из основных его вкладов является работа, приведшая к развитию оболочечной модели атомного ядра.
Зюсс работал приглашённым профессором в европейских университетах и являлся членом нескольких академий наук, включая Национальную академию наук.

### Смерть
Ганс Эдуард Зюсс скончался в понедельник, 20 сентября 1993 года, в доме престарелых в районе Ла-Холья города Сан-Диего, Калифорния, США, когда ему было 83 года.